# Miriam van Reijen (atlete)
Miriam van Reijen (26 oktober 1983) is een Nederlandse atlete, die gespecialiseerd is in de lange afstand. Ze won drie medailles op het Nederlands kampioenschap marathon en één medaille op de 10.000 m tijdens de Nederlandse baankampioenschappen. In 2014 stapte zij over naar de duatlon en triatlon en veroverde in 2017 goud op het NK duatlon en zilver op het WK duatlon Long Distance.

## Biografie

### Atletiek, duathlon & triathlon
Haar eerste grote succes boekte Van Reijen in 2009 door zilver te winnen tijdens haar debuutmarathon op het NK marathon. Met haar finishtijd van 2:44.02,0 eindigde ze op een zevende plaats overall bij de marathon van Amsterdam. Een jaar later won ze op het NK marathon een bronzen plak. Ditmaal verbeterde ze bij de marathon van Rotterdam haar persoonlijk record tot 2:41.24. Ook won ze dit jaar bij de NK 10.000 m in Helmond een zilveren plak. Haar finishtijd van 36.39,46 werd alleen overtroffen door Inge de Jong, die in 36.17,39 zegevierde.
In 2011 schreef Van Reijen de Groet uit Schoorl Run (30 km) op haar naam. Ook won ze dat jaar haar derde medaille, een bronzen plak, op het NK marathon, dat dit jaar gehouden werd in Amsterdam.
In oktober 2015 won Van Reijen de marathon van Zeeland. Ze finishte in 2:55.31 en verbeterde hiermee het parcoursrecord.
In 2014 debuteerde Van Reijen op de duatlon. Bij de Powerman Zofingen werd ze gelijk tweede. Hierna legde zij de Powerman Florida winnend af en plaatste zich hiermee voor het EK duatlon in Horst aan de Maas. Daar won ze een bronzen medaille op de lange afstand. In 2016 werd ze vijfde op het EK in Kopenhagen en vijfde op het WK in Zofingen. In 2017 werd ze wederom vijfde op het EK in Sankt Wendel, werd ze Nederlands kampioen (10-60-10) en won ze een zilveren medaille op het WK in Zofingen.
In 2018 volgde de overstap naar de Triathlon waar ze in 2019 zilver won op de halve afstand (4u22) en brons op de lange Afstand (Challenge Almere, 9u18).

### Wetenschap en schrijven
Miriam van Reijen is een gepromoveerde bewegingswetenschapper (VU Amsterdam) en schrijft via haar eigen bedrijf over wetenschap, sport en voeding voor onder andere Runner's World, Transition en BicyclingNL. In 2013 bracht ze het Het Hardloperskookboek (ISBN 9789029586214) uit. In april 2016 kwam het tweede deel (ISBN 9789029506045) uit van dit kookboek.

## Persoonlijke records
Baan
| Onderdeel | Prestatie | Datum        | Plaats    |
| --------- | --------- | ------------ | --------- |
| 3000 m    | 10.06,47  | 6 juni 2015  | Vught     |
| 5000 m    | 17.18,35  | 18 juli 2010 | Amsterdam |
| 10.000 m  | 36.39,46  | 23 mei 2010  | Helmond   |

Weg
| Onderdeel      | Prestatie | Datum             | Plaats    |
| -------------- | --------- | ----------------- | --------- |
| 10 km          | 35.05     | 29 maart 2009     | Dordrecht |
| 15 km          | 54.31     | 29 mei 2014       | Vleuten   |
| 10 Eng. mijl   | 1:03.13   | 22 september 2013 | Zaandam   |
| halve marathon | 1:17.18   | 14 maart 2009     | Den Haag  |
| 25 km          | 1:34.09   | 4 mei 2014        | Berlijn   |
| 30 km          | 1:57.00   | 14 februari 2010  | Schoorl   |
| marathon       | 2:41.24   | 11 april 2010     | Rotterdam |

## Palmares

### 5000 m
- 2008: 5e NK in Amsterdam - 17.33,00
- 2010: 7e NK in Amsterdam - 17.18,35

### 10.000 m
- 2010:  NK in Helmond - 36.39,46

### 5 km
- 2014:  Van der Straatenloop in Werkendam - 17.54
- 2015:  Van der Straatenloop in Werkendam - 17.58

### 10 km
- 2008: 17e NK in Schoorl - 37.50
- 2008:  Nike City Run in Hilversum - 36.09
- 2009: 6e NK in Tilburg - 35.35
- 2009:  Dwars door Dordt in Dordrecht - 35.05
- 2009:  Vechtloop in Maarssen - 35.15
- 2015: Hilversum City run - 35.17
- 2016: 19e NK in Schoorl - 37.14

### 15 km
- 2008: 4e Haagse Beemden Loop - 55.14
- 2014: 5e Loop van Leidsche Rijn in Vleuten - 54.31
- 2016: 11e Zevenheuvelenloop - 55.40

### 10 mijl
- 2014:  Groene 10 mijl Bree - 59.13

### halve marathon
- 2009: 6e NK in Den Haag - 1:17.18 (10e overall)
- 2011:  halve marathon van Leiden - 1:19.03
- 2011: 5e NK in Breda - 1:21.06 (8e overall)
- 2012: 5e NK in Venlo - 1:18.33 (5e overall)
- 2014: 9e NK in Den Haag - 1:20.49 (10e overall)
- 2014:  halve marathon van Toronto - 1:18.30
- 2015: 20e halve marathon van Kopenhagen - 1:20.31
- 2017: 16e halve marathon van Egmond - 1:21.33

### 25 km
- 2014: 6e 25 km van Berlijn - 1:34.09

### 30 km
- 2010:  Groet uit Schoorl Run - 1:57.00
- 2011:  Groet uit Schoorl Run - 1:58.17

### marathon
- 2009:  NK in Amsterdam - 2:44.02,0 (7e overall)
- 2010:  NK in Rotterdam - 2:41.24 (14e overall)
- 2011:  NK in Amsterdam - 2:42.05 (9e overall)
- 2012: 8e marathon van Utrecht - 2:42.35 (beste Nederlandse)
- 2012: 10e marathon van Praag - 2:48.39
- 2012: 9e marathon van Eindhoven - 2:46.50
- 2013: 14e marathon van Amsterdam - 2:47.42
- 2014: 13e marathon van Rotterdam - 2:49.17,8
- 2015: marathon van Londen - 2:42.42[2]
- 2015:  marathon van Zeeland - 2:55.31

### veldlopen
- 2011: 4e Mastboscross - 29.15

### trail
- 2015:  Poort naar het Heuvelland Trail 16 Km
- 2016:  Swissalpine marathon 22,3 Km │ +650m / –300m

### duatlon
- 2014:  Powerman Zofingen (10-50-5)
- 2014:  Powerman Florida (10-60-10)
- 2015: 13e EK duatlon in Horst (10-60-10) ( NK)
- 2016: 5e EK ETU Powerman Kopenhagen (10-60-10)
- 2016:  Powerman Mallorca (10-60-10)
- 2016:  Powerman Sankt Wendel (10-120-20)
- 2016:  Alpe d'Huez Duatlon (6,5-15-2,5)
- 2016:  Powerman Ulm (10-80-20)
- 2016: 5e plek WK Duathlon Long Distance Zofingen (10-150-30)
- 2016:  Powerman Philippines (10-60-10)
- 2017:  NK Duathlon classic distance (10-60-10)
- 2017:  WK Duathlon Long Distance Zofingen (10-150-30)
- 2018:  Powerman Malaysia (10-60-10)
- 2018:  Powerman Mallorca (10-60-10)

### triatlon
- 2015:  Klazienaveen Olympic Distance (1,5-40-10)
- 2017: 6e plek Alpe D'huez Long Distance Triathlon
- 2018: 6e plek Challenge Geraardsbergen
- 2018: 6e plek Embrunman long distance
- 2019:  NK Triathlon middenafstand Klazienaveen (4h23)
- 2019:  NK Triathlon long distance Challenge Almere (9h18), tevens 4e Europees kampioenschap

- World Athletics: 14329927
- Nederlandse Thesaurus van Auteursnamen: 354882023
- Virtual International Authority File: 305803305